# Schoenomyza fenestrata
Schoenomyza fenestrata är en tvåvingeart som beskrevs av Jacques-Marie-Frangile Bigot 1888. Schoenomyza fenestrata ingår i släktet Schoenomyza och familjen husflugor. Inga underarter finns listade i Catalogue of Life.